# Isabelle Brocard
Pour les articles homonymes, voir Brocard.
Isabelle Brocard est une réalisatrice française.

## Biographie
Isabelle Brocard a été enseignante avant de s'orienter vers le cinéma en tant que scénariste et réalisatrice.
Avec Madame de Sévigné, sorti en 2024, elle « décrit avec une sincérité louable ce monde en robes et perruques longues qui s’épanche sur le papier, faisant parler les cœurs sous le crissement des plumes ».

## Filmographie

### Courts métrages
- 1991 : Il sera dix heures
- 2006 : Lait de sorcière (coréalisatrice : Hélène Laurent)
- 2008 : Céleste Céline[4]

### Longs métrages
- 2011 : Ma compagne de nuit
- 2017 : Des trous dans les murs et un câlin sur l'épaule gauche[5]
- 2024 : Madame de Sévigné[6]

## Publication
- Madame de Sévigné, l'excessive tendresse, Fayard, 2024